# Jóvenes ocultos: El reinado de los Frog
Jóvenes ocultos: El reinado de los Frog  es una serie limitada de cómic de 4 números que fue publicada originalmente en mayo del año 2008. Fue publicada por la editorial Wildstorm y la historia es una secuela de la película Jóvenes Ocultos y precuela de su continuación: Jóvenes Ocultos II: Vampiros en el Surf.
Los diseños de personaje en el número muestran una versión más joven de los hermanos Edgar y Alan Frog, que se parecen mucho a sus contrapartidas de la primera película. Los demás números no muestran un parecido tan intenso, quizás debido a que Wildstorm no obtuvo permiso para utilizar la imagen de los actores para el cómic.

## Trama
La historia comienza en Luna Bay, California, poco antes de la trama de Jóvenes Ocultos: Vampiros en el Surf. Un chico joven entra en la tienda de surf de Edgar Frog para convertirse en su siguiente aprendiz como cazador de vampiros. Edgar lo somete a varias pruebas para determinar si es un vampiro y tras demostrar su humanidad Edgar lo rechaza y el chico menciona que recurrirá a Alan Frog como maestro. Edgar le dice al chico que se tranquilice y comienza a contarle una historia, que se remonta a los años de los Hermanos Frog como cazadores en Washington D. C. en 1990. Persiguieron a varios políticos y trabajaron para el presidente. El chico se muestra escéptico de que el presidente contratara a los Frog, pero Edgar le dice que muchos políticos con el paso de los años se han convertido en cazadores de vampiros. La historia entonces llega a otra escena en el año 1990 cuando los hermanos Frog vuelven a su tienda de cómic en Santa Carla. Cuando llegan creen que sus padres han muerto y aparece David, el villano de la primera película con un grupo de nuevos vampiros.
David y los hermanos Frog comienzan a luchar, pero los hermanos pronto son derrotados. Poco después aparece Sam Emerson y ayuda a Edgar y Alan a luchar contra lois vampiros. Entonces David le pregunta a Sam dónde se encuentran Michael y Star. Nanook, el perro de Sam ataca al vampiro que iba a matar a Sam, mientras Sam empala a otro con una flecha. Entonces Edgar ataca a dos de los vampiros que quedan y David escapa jurando vengarse. Los tres héroes se reúnen en la casa de Sam. Primero entran en el taller de taxidermia del abuelo de Sam buscando las astas de ciervo con las que habían empalado previamente a David (en la película). Descubren que han desaparecido y se dan cuenta de que la comida del abuelo está podrida y que sus botellas de cerveza están llenas de sangre. Comienzan a discutir sobre si el abuelo es un vampiro o un cazador de vampiros, debido a que anteriormente (en la película) los había ayudado a matar a Max, el líder de los vampiros de Santa Carla. De repente el abuelo regresa y Sam le pide que se defienda de esas acusaciones. De repente el abuelo cambia de aspecto y revela que es un vampiro.
Los hermanos Frog intentan matar al vampiro, pero Sam los detiene. El abuelo les informa que sólo es medio vampiro, y que se alimenta sólo de animales para permanecer en ese estado. Cuando le preguntan por qué al morir Max no recuperó su humanidad, él les dice que se debe a que no fue Max quien lo convirtió, sino la viuda Johnson. El abuelo lleva a los chicos a casa de la viuda, donde exploran el sótano y son atacados por un grupo de vampiras. Una de ellas se apodera de Alan, que pide ayuda a Edgar, sin embargo, la vampira obliga a Alan a beber su sangre.
Edgar intenta tranquilizar a Alan diciendo que todo irá bien si consiguen matar a la viuda. Pero de repente un vampiro gigantesco aparece y mata al abuelo y a continuación intenta matar a Sam, pero su ataque es bloqueado por Edgar. Entonces lo atraviesa con varias estacas pero en medio de la pelea Alan desaparece. Edgar le pregunta a Sam si sabe dónde está su hermano, pero Sam se encuentra demasiado asustado y traumatizado para responder.
La acción vuelve al presente, y Edgar le dice al chico que quiere ser cazador que esa fue la última vez que vio a Alan. Se da cuenta de que se ha hecho tarde y acompaña al chico a casa. En el camino son atacados por una vampira llamada Chloe que parece conocer a Edgar. Cuando está a punto de matarlo le dice que David lo quiere vivo. Le pregunta dónde se encuentran Michael y Star (dos de los protagonistas de la película), pero Edgar le dice que murieron en un accidente de coche. Chloe insiste, pero de repente el chico salva a Edgar matando a la vampira. El chico le pregunta a Edgar por qué no consiguió matarla, ya que se supone que es el rey de los cazadores de vampiros. Edgar confisa que toda su historia es una exageración. Nunca cazó políticos vampiros, y la medalla Van Helsing que supuestamente le concedió el presidente la compró en una tienda en Halloween. También le dice al chico que las vampiras que mataron en la casa de la viuda Johnson están durmiendo durante el día. Edgar está impresionado por la capacidad del chico y le pide que le acompañe en busca de David.
La trama regresa a Santa Carla en el año 1987. Muestra la escena de Jóvenes Ocultos en la que David y su banda de alimentan de unos chicos celebrando una fiesta en torno a una hoguera en la playa. Uno de los chicos sobrevive al ataque, y comienza a sentir sed de sangre, por lo que se sumerge en el océano y se alimenta de un tiburón. Cuando vuelve a la playa está enfadado porque sus amigos han sido asesinados. Entonces decide convertirse en un vampiro como David y comenzar su propia familia de vampiros -Es el origen de Shane, el líder de "La tribu". (Jóvenes Ocultos II)

## Números
- Número #1: 14 de mayo de 2008
- Número #2: 11 de junio de 2008
- Número #3: 9 de julio de 2008
- Número #4: 7 de agosto de 2008

En España los 4 números fueron publicados por la editorial Panini en un tomo único de 96 páginas en diciembre de 2008.